# Tu chính án thứ 1 Hiến pháp Hoa Kỳ
Tu chính án 1 (Tu chính án I) Hiến pháp Hoa Kỳ cấm việc đưa ra bất kỳ luật nào không tôn trọng việc thiết lập tôn giáo, đảm bảo rằng không có lệnh cấm tự do tôn giáo, giảm bớt quyền tự do ngôn luận, xâm phạm tự do báo chí, can thiệp vào quyền tụ tập ôn hòa, hoặc cấm yêu cầu kiến nghị sửa đổi các khiếu nại của chính phủ. Nó đã được thông qua vào ngày 15 tháng 12 năm 1791, là một trong mười sửa đổi tạo thành Tuyên ngôn nhân quyền Hoa Kỳ.
Bản Tuyên ngôn Nhân quyền ban đầu được đề xuất để thu hẹp sự phản đối chống lại chủ nghĩa liên bang đối với việc phê chuẩn Hiến pháp. Ban đầu, Tu chính án thứ nhất chỉ áp dụng cho các luật do Quốc hội ban hành, và nhiều điều khoản của nó đã được giải thích hẹp hơn ngày nay. Bắt đầu với Gitlow v. New York (1925), Toà án Tối cao đã áp dụng Bản Sửa Đổi Lần Đầu cho các tiểu bang-một quá trình được gọi là sự kết hợp - thông qua Điều khoản Hợp lý của Bản Sửa đổi thứ 14.
Trong Everson v. Board of Education (1947), Toà án đưa ra sự tương ứng của Thomas Jefferson để kêu gọi "một bức tường ngăn cách giữa giáo hội và tiểu bang", mặc dù ranh giới chính xác của sự tách biệt này vẫn còn tranh cãi. Quyền phát ngôn đã được mở rộng đáng kể trong một loạt các quyết định của tòa án vào thế kỷ 20 và 21 nhằm bảo vệ các hình thức diễn văn chính trị, bài phát biểu vô danh, tài trợ cho chiến dịch, sách báo khiêu dâm và bài phát biểu của trường; Những phán quyết này cũng đã định nghĩa một loạt các ngoại lệ đối với những biện pháp bảo vệ Tu chính án thứ nhất. Tòa án Tối cao đã lật đổ lề thông luật của Anh để tăng gánh nặng cho bằng chứng phỉ báng và tố cáo tội phỉ báng, đặc biệt là ở New York Times Co., Sullivan (1964). Tuy nhiên, bài phát biểu thương mại ít được bảo vệ bởi Sửa đổi Thứ nhất hơn là bài phát biểu chính trị, và do đó phải tuân thủ các quy định lớn hơn.
Khoản Tự do Báo chí bảo vệ công bố thông tin và ý kiến và áp dụng cho nhiều phương tiện truyền thông. Trong Near v. Minnesota (1931) và New York Times v. United States, Toà án tối cao đã phán quyết rằng Bản sửa đổi thứ nhất đã bảo vệ chống lại kiểm duyệt trước hạn chế - trước khi công bố - trong hầu hết các trường hợp. Điều khoản yêu cầu bảo vệ quyền yêu cầu tất cả các chi nhánh và cơ quan của chính phủ hành động. Ngoài quyền lắp ráp được bảo đảm bởi khoản này, Tòa án cũng đã phán quyết rằng sửa đổi ngầm ngầm bảo vệ tự do hiệp hội.

## Nội dung
Nội dung tu chính án thông qua năm 1791 như sau:
Quốc hội sẽ không ban hành một đạo luật nào nhằm thiết lập tôn giáo hoặc ngăn cấm tự do tín ngưỡng, tự do ngôn luận, báo chí và quyền của dân chúng được hội họp và kiến nghị Chính phủ sửa chữa những điều gây bất bình. (nguyên văn: Congress shall make no law respecting an establishment of religion, or prohibiting the free exercise thereof; or abridging the freedom of speech, or of the press; or the right of the people peaceably to assemble, and to petition the Government for a redress of grievances.)

## Bối cảnh
Năm 1776, năm thứ hai của cuộc Chiến tranh Cách mạng Hoa Kỳ, nghị viện Virginia đã ra tuyên bố về quyền của Tuyên ngôn Nhân quyền bao gồm câu "Tự do của Báo chí là một trong những bức tường thành lớn nhất của tự do, và không bao giờ có thể được hạn chế mà bởi các chính phủ despotic. " Tám trong số mười ba bang khác cũng có những cam kết tương tự. Tuy nhiên, các tuyên bố này thường được coi là "chỉ lời khuyên cho các cơ quan lập pháp tiểu bang" chứ không phải các điều khoản thi hành được.

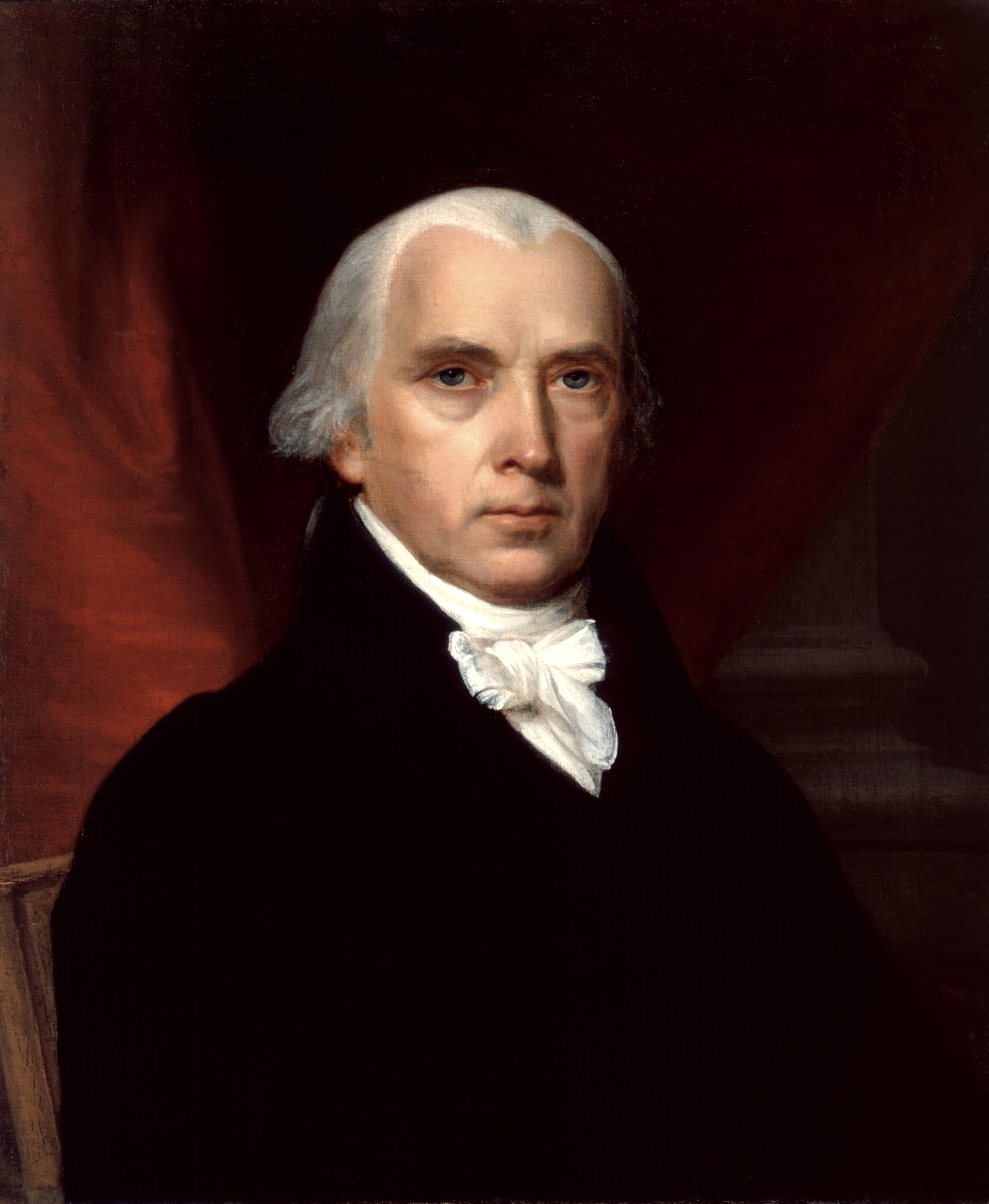
James Madison, người soạn Tuyên ngôn nhân quyền.

Sau nhiều năm của chính phủ tương đối yếu dưới Các bài báo của Liên bang, một Hội nghị Hiến pháp tại Philadelphia đã đề xuất một hiến pháp mới vào ngày 17 tháng 9 năm 1787, trong số những thay đổi khác điều hành. George Mason, một đại biểu của Hiến pháp và là người xây dựng Tuyên bố về Quyền của Virginia, đề nghị Hiến pháp bao gồm một bản liệt kê các quyền và bảo đảm [quyền tự do dân sự]. Các đại biểu khác & mdash; trong đó có Tuyên ngôn nhân quyền trong tương lai James Madison, không đồng ý, lập luận rằng các đảm bảo hiện tại của nhà nước về quyền tự do dân sự là đủ và bất kỳ nỗ lực nào để liệt kê các quyền cá nhân có nguy cơ ngụ ý rằng các quyền khác không được đặt tên không được bảo vệ. Sau một cuộc tranh luận ngắn, đề xuất của Mason đã bị đánh bại bởi một sự nhất trí bỏ phiếu của các phái đoàn nhà nước.
Tuy nhiên, để hiến pháp được thông qua, chín trong mười ba tiểu bang được yêu cầu phê chuẩn trong các hội nghị của tiểu bang. Phản đối phê chuẩn ("Chống liên bang") một phần là dựa trên việc Hiến pháp thiếu các đảm bảo đầy đủ cho tự do dân sự. Những người ủng hộ Hiến pháp ở những bang có tình cảm phổ biến chống lại việc phê chuẩn (bao gồm cả Virginia, Massachusetts và New York) đã đề xuất thành công các công ước của họ cả hai đều phê chuẩn Hiến pháp và kêu gọi bổ sung một dự luật. Hiến pháp Hoa Kỳ cuối cùng đã được phê chuẩn bởi tất cả mười ba bang. Trong Quốc hội Hoa Kỳ lần thứ nhất, theo yêu cầu của các nhà lập pháp tiểu bang, James Madison đã đề xuất hai mươi sửa đổi hiến pháp, và bản dự thảo của ông về Bản sửa đổi thứ nhất được đọc như sau:
Quyền công dân của mọi người sẽ không được bị giảm bớt vì tôn giáo hoặc tôn giáo, cũng như bất kỳ quốc giáo nào được thành lập cũng như quyền lương tâm đầy đủ và bình đẳng dưới bất kỳ hình thức nào, hoặc vì bất cứ lý do nào đều bị vi phạm. Nhân dân sẽ không bị tước đoạt hoặc rút bớt quyền nói, viết, hoặc công bố tình cảm của họ; Và tự do báo chí, như một trong những bức tường thành của tự do, sẽ là bất khả xâm phạm. Dân chúng sẽ không bị ngăn cản từ việc tập hợp hòa bình và tư vấn vì lợi ích chung của họ; Cũng như bị ngăn ngăn cản nộp đơn thỉnh nguyện cho Quốc hội, hoặc những phản đối, để sửa lại những phàn nàn của họ.
Từ ngữ đã được Quốc hội cô đọng lại và thông qua Hạ viện lẫn Thượng viện mà hầu như không có cuộc tranh luận nào ghi lại, làm phức tạp hoá cuộc thảo luận về ý định sửa đổi diễn ra trong tương lai. Tu chính án thứ nhất cùng với phần còn lại của Tuyên ngôn nhân quyền đã được trình các tiểu bang phê chuẩn ngày 25/9/1789, thông qua ngày 15/12/1791.